# 権左武志
権左 武志（ごんざ たけし、1959年10月7日 - ）は、日本の政治学者、北海道大学大学院法学研究科特任教授。専門は、西洋政治思想史。特にヘーゲル、カール・シュミットの政治思想を研究。

## 来歴
京都府生まれ。愛知県立千種高等学校卒業。1984年東京大学法学部第三類卒業。1989年北海道大学大学院法学研究科博士課程単位取得退学。
1989年北海道大学法学部助手。ドイツ・ボッフム大学客員研究員。1993年法学博士。同年北海道大学法学部助教授、1998年同教授、ドイツ・ハイデルベルク大学客員研究員。2000年北海道大学大学院法学研究科教授。2009年同公共政策大学院教授。2011年同大学院法学研究科教授。2023年同大学院法学研究科特任教授。
2011年3月「ヘーゲルにおける理性・国家・歴史」（岩波書店）で2010年度第23回和辻哲郎文化賞（学術部門）を受賞。

## 著書
- Blicke auf Deutschland! Schlaglichter zur Flüchtlingsfrage, 2016 Heidelberg.（共著）
- 『ドイツ連邦主義の崩壊と再建―ヴァイマル共和国から戦後ドイツへ』（編著、岩波書店、2015年）
- 『西洋政治思想資料集』（共著、法政大学出版局、2014年）
- 『岩波講座　政治哲学２　啓蒙・改革・革命』（共著、岩波書店、2014年）
- 『ヘーゲルとその時代』（単著、岩波新書、2013年、韓国語訳：2014年）
- Logik und Realität : Wie systematisch ist Hegels System ?, Fink Verlag 2012.（共著）
- 『ヘーゲルにおける理性・国家・歴史』（単著、岩波書店、2010年、韓国語訳：近刊）
- 『ヘーゲル体系の見直し』（共著、理想社、2010年）
- 『「正しい戦争」という思想』（共著、勁草書房、2006年）
- 『現代民主主義思想と歴史』（講談社, 2020年）

## 訳書
- ウィリアム・コノリー『アイデンティティ／差異――他者性の政治』（共訳、岩波書店, 1998年）
- カール・シュミット『政治的なものの概念』（岩波文庫, 2022年）
- カール・シュミット『政治的神学』（岩波文庫, 2024年）